# Bourgbarré
Bourgbarré (tiếng Breton: Bourvarred, Gallo: Bórg-Baraé) là một xã của tỉnh Ille-et-Vilaine, thuộc vùng Bretagne, miền tây bắc nước Pháp.

## Dân số
Người dân ở Bourgbarré được gọi là Bourgbarréens.